# Иллюстрированная Россия
«Иллюстри́рованная Росси́я» (фр. La Russie Illustrée) — еженедельный литературно-иллюстрированный журнал.
Издавался в Париже на русском языке с 1924 по 1939 год. С 1 сентября 1924 года по 15 декабря 1925 года журнал выходил один раз в две недели, с 1 января 1926 года и до прекращения издания журнал выходил один раз в неделю. С 1929 года журнал был организатором конкурсов красоты «Мисс Россия» в Париже.

## Создание
Основан в 1924 году Мироном Петровичем Мироновым в Париже, по типу дореволюционных, столь привычных русским эмигрантам еженедельных иллюстрированных литературно-художественных журналов. Начиная с 1929 года появилось бесплатное литературное приложение к журналу, «Библиотека лучших русских и иностранных писателей» (24 книжки в год).

## Редакторы
Первым редактором журнала был его основатель М. П. Миронов, который пробыл на этом посту до июля 1931 года, покинув пост в связи с тяжелой, неизлечимой болезнью ног. После этого главным редактором журнала стал крупнейший русский писатель Александр Иванович Куприн, занимавший пост главного редактора в течение года, до июня 1932 года. Куприн вынужден был уйти из-за преклонного возраста, ухудшающегося зрения и общего состояния здоровья. В июле 1932 году журнал был выкуплен у М. П. Миронова состоятельным эмигрантом, бывшим купцом 1-й гильдии, издателем газеты «Приазовский край» промышленником и финансистом Б. А. Гордоном, который возглавлял журнал до конца его существования (середины 1939 г.). В этот период в редколлегию журнала входили: И. А. Бунин, 3. Н. Гиппиус, Б. К. Зайцев, Д. С. Мережковский и И. С. Шмелёв.

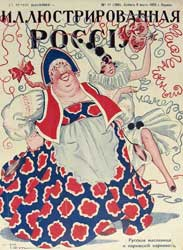
Обложка за 1929 год

## Художественное оформление
Издание осуществлялось на отличной мелованной бумаге, с изящно оформленными обложками. Ряд обложек был выполнен известными русскими художниками — Ф. А. Малявиным, К. А. Коровиным, Д. Стеллецким, А. Е. Яковлевым, Б. В. Зворыкиным, Ф. Рожанковским, И. Я. Билибиным, А. Н. Бенуа, С. Лисимом, Г. Шилтяном и многими другими.

## Разделы и характер публикаций
Все 748 номеров журнала, вышедших за 15 лет существования, представляют монументальную летопись, свидетельствующую обо всех сторонах жизни русской эмиграции в широких географических пределах (Европа, Дальний Восток, Америка, Австралия, Африка, Филиппины, Южная Америка, Индия, Цейлон, Япония, Абиссиния, Парагвай). На своих страницах журнал открывает, отражает, рисует, фотографирует, свидетельствует, повествует в беллетристике, поэзии, воспоминаниях, исторических очерках, репортажах об общественно-политической, обыденно-бытовой, культурно-просветительной, исторической и злободневной жизни всего русского зарубежья. Общее направление журнала можно охарактеризовать как либеральное.
По инициативе журнала «Иллюстрированная Россия» в 1926 году был проведен первый конкурс красоты, его победительница Лариса Попова получила титул «Королева русской колонии Парижа». А с 1929 года конкурс стал называться «Мисс Россия».

### Раздел «Литература» (беллетристика, поэзия)
С первых же дней основания журнала на его страницах печатаются крупнейшие писатели и поэты эмиграции. Привести их полный список невозможно, так как участвовали практически все пишущие за рубежом: Куприн, Бунин, С. Черный, Н. Тэффи, Ремизов, Зайцев, Шмелёв, Чириков, Гиппиус, Мережковский, Осоргин, Б. Савинков, И. Савин, И. Одоевцева, Г. Иванов, В. Ходасевич, Г. Евангулов, Л. Зуров, С. Юшкевич, Н. Н. Брешко-Брешковский, А. Толстой, М. Алданов, И. Лукаш, Георгий Песков и многие-многие другие. Особое внимание редакторы обращали на русскую литературу, выходившую в СССР. Благодаря «Иллюстрированной России» читатели смогли познакомиться с творчеством Зощенко, Катаева, Бабеля, Шишкова, С. Есенина, Пильняка, К. Чуковского, В. Инбер, Ю. Олеши, М. Булгакова, К. Федина и многих других.

### Раздел «Литературные воспоминания»
Материалы о жизни русских классиков — А. С. Пушкина, Л. Н. Толстого, Н. В. Гоголя, Ф. М. Достоевского, И. С. Тургенева, А. Н. Островского, А. П. Чехова, Л. Н. Андреева и других. Не был забыт ни один юбилей, причем очень часто печатались автографы и рукописные материалы, найденные за границей и не известные в России.

### Раздел «История»

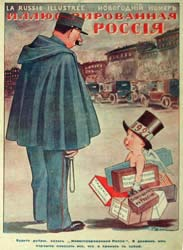
Обложка за 1927 год

Исторические очерки, воспоминания и материалы по военной истории, истории русского права, истории государства Российского (воспоминания крупнейших государственных деятелей), русский скаутизм, русское старообрядчество, русская наука, философия и богословие, русский спорт. Среди авторов можно назвать широко известные имена: М. Карабчевский (Союз Адвокатов), граф Коковцев, генерал Деникин, Чебышёв, Г. Б. Слиозберг, В. Л. Бурцев, П. Милюков, А. Кизеветтер, граф Игнатьев, А. Ф. Керенский и многих-многих других.

### Раздел «Русская художественная жизнь»
Богатейшие материалы о русских художниках и художественной жизни зарубежья. Репортажи из мастерских Бенуа, Б. Григорьева, Н. Д. Миллиоти, в гостях у И. Билибина, Репина в «Пенатах». Материалы о творческих и персональных выставках А. Яковлева, А. Дюшена, А. Арапова, С. Сорина, А. Архипенко, К. Сомова, Б. Гликмана, Пожедаева, Н. Гончаровой и М. Ларионова, К. Коровина, З. Серебряковой, К. Терешкевича, Ивана Пуни, Сергея Маковского, Г. Лукомского… Материалы о юбилейной выставке Н. П. Богданова-Бельского, на вернисаже «Мира Искусства». Об участии русских художников в Салонах «Осеннем» и «Независимых», о выставке передвижников в Праге и о русских художниках в США.

### Раздел «Бытовая и ежедневная жизнь эмиграции»
В журнале освещалась жизнь русских землячеств в столицах и в глубокой провинции зарубежья, жизнь русских студентов, врачей, шоферов, рабочих, деятельность русских ассоциаций и союзов, забота о русских инвалидах, сиротах и стариках, деятельность Союза русских зарубежных писателей и журналистов и пр.
Русские рестораны, конторы, аптеки, гимназии и поликлиники, русская реклама, сиротские и старческие дома, русские высшие учебные заведения и курсы, жизнь различных меньшинств и объединений (казаки, калмыки, терцы, украинцы, белорусы) в столицах и глубоких провинциях, в диких условиях джунглей и высокой цивилизации, русские кинотеатры, артисты, русские музыкальные сезоны (опера и балет), морские объединения (кают-кампании), русские фермеры и сельское хозяйство.

## Иллюстрированная Россия о себе
ОТ ГЛАВНОЙ КОНТОРЫ «ИЛЛЮСТРИРОВАННОЙ РОССИИ»

«Иллюстрированная Россия» вступила в четвертый год своего существования. Со времени своего появления в свете, повсюду где звучит свободная русская речь, «Иллюстрированная Россия» является желанной гостьей. Все постоянные читатели и подписчики «Иллюстрированной России» — её верные друзья. Не к ним, старым друзьям и знакомым, обращается на этот раз она, а к случайным читателям, в руки которых попадает впервые.
«Иллюстрированная Россия» — самый большой и самый распространенный еженедельный литературно-иллюстрированный русский журнал за рубежом. В литературной части журнала принимают участие наиболее выдающиеся современные русские писатели.
В 1924, 1925 и 1926 г. г. в «Иллюстрированной России» были помещены произведения: М. А. Алданова, К, Д. Бальмонта, И. А. Бунина, 3. Н. Гиппиус, Н. Городецкой, Вл. Горянского, А. Ф. Даманской, Дон Аминадо, Бор. Зайцева, Вл. Зеелера, Н. П. Карабчевскаго, А. И. Куприна, Д. С. Мережковского, П. Н. Милюкова, М. А. Осоргина, А. М. Ремизова, Н. Я. Рощина, Евг. Тарусского, Н. А. Тэффи, А. Черного, Сем. Юшкевича, Б. Ф. Шлецера, И. Шмелева, Евг. Чирикова, А. Яблоновского и др.
В художественной части журнала ближайшее участие принимают художники: Билибин, Гриффон, Белкин, Мад, Пэм, Рожанковский и др.
В целях широкого ознакомления русских читателей с новинками иностранной литературы «Иллюстрированная России» уделяет значительное место и переводным произведениям.
Различные отрасли недавнего русского прошлого находят в «Иллюстрированной России» отражение в серии воспоминаний, помещаемых на страницах журнала.
В 1924, 1925 и 1926 г. г. в «Иллюстрированной России» печатались: «Воспоминания адвоката» — Н. П. Карабчевского, «Воспоминания русского Шерлока Хольмса» — записки б. начальника московской сыскной полиции А. Ф. Кошко, «Шпионаж во время войны» — воспоминания б. начальника русской разведки в Париже, полковн. ген. штаба П. Истомина.
Иллюстрационная часть журнала посвящена русской жизни за рубежом и в России. Собственные корреспонденты-фотографы во всех крупных центрах скопления русской эмиграции и в сов. России. Для своих маленьких читателей «Иллюстрированная Россия» имеет специальный отдел — «Детскую страничку» с рассказами, шутками и шарадами для детей. Отдел юмора — «Бумеранг». Театр и искусство. Парижские моды. Mots croises. Спорт.
Принимается подписка на 1927 год.
Подписная цена:
во Франции и колон. в Европе
на 1 год — 110 фр 140 фр.
на 6 мес. — 60 фр. 75 фр.
на 3 мес. — 35 фр. 40 фр.
на 1 мес. — 12 фр. 15 фр.
Подписка принимается в главной конторе журнала и по почте: «La Russie Illustree». 34, rue de Moscou. Paris (8-e).

ПОДПИСЫВАЙТЕСЬ НА «ИЛЛЮСТРИРОВАННУЮ РОССИЮ»

## Другие издания с таким же названием
В 1991 году в Российской Федерации была предпринята попытка возродить журнал в качестве двухмесячного общественно-политического и литературно-художественного издания. Главным редактором стал член Союза журналистов России (позже — член Союза писателей России) В. Н. Любицкий, заместителем гл. редактора — Н. С. Игрунов. Предполагалось, что журнал станет трибуной общественных сил самых разных взглядов и направлений как внутри страны, так и за её пределами, объединённых любовью к России и стремлением вывести её из кризиса 1990-х годов. Распространялся и по подписке, и в розницу, был представлен в Библиотеке Конгресса США, устанавливал связи с соотечественниками в Европе, США, Австралии. Выходил с 1991 по 1994 год. 